# 塞尔迪多
塞尔迪多（西班牙語：Cerdido）是西班牙加利西亚自治区拉科鲁尼亚省的一个市镇。总面积约53km², 总人口1170人（2017年），人口密度22人/km²。

## 人口
| 塞尔迪多历史人口变化图 |
|                        |
| 来源：西班牙国家统计局 |